# 北福克 (亞利桑那州)
北福克（英語：North Fork）是位於美國亞利桑那州納瓦霍縣的一個人口普查指定地區。根據2010年美國人口普查，該地人口為1417人，而該地的面積約為159.60平方千米。

## 地理
北福克的座標為33°59′47″N 109°57′33″W / 33.99639°N 109.95917°W，而該地最高點為海拔高度2063米（即6768英尺）。